# Позднеевское сельское поселение
Позднеевское сельское поселение — муниципальное образование в Весёловском районе Ростовской области.
Административный центр поселения — хутор Позднеевка.

## Административное устройство
В состав Позднеевского сельского поселения входят:
- хутор Позднеевка;
- хутор Красное Знамя;
- хутор Красный Кут;
- хутор Малая Западенка;
- хутор Свобода.

## Население
| 2010  | 2012  | 2013  | 2014  | 2015  | 2016  | 2017  |
| ----- | ----- | ----- | ----- | ----- | ----- | ----- |
| 4140  | ↘4069 | ↘4033 | ↘4000 | ↗4004 | ↘3997 | ↗4004 |
| 2018  | 2019  | 2020  | 2021  |       |       |       |
| ↘3997 | ↘3965 | ↘3909 | ↘3847 |       |       |       |